# Delta24(241)-sterolo reduttasi
La delta24(241)-sterolo reduttasi è un enzima appartenente alla classe delle ossidoreduttasi, che catalizza la seguente reazione:
ergosterolo + NADP+ ⇄ ergosta-5,7,22,24(241)-tetraen-3β-olo + NADPH + H+
L'enzima agisce su un ampio raggio di steroidi con un doppio legame 24(241).